# Сокирино (Кирилловский район)
Сокирино — деревня в Кирилловском районе Вологодской области.
Входит в состав Алёшинского сельского поселения, с точки зрения административно-территориального деления — в Алёшинский сельсовет.
Расстояние до районного центра Кириллова по автодороге — 13,8 км, до центра муниципального образования Шиндалово по прямой — 2 км. Ближайшие населённые пункты — Косые Гряды, Васькино, Леунино, Шаврово, Кузино, Шиляково, Щетинино, Поповская.
По переписи 2002 года население — 3 человека.